# Cohors II Syrorum Sagittariorum
Die Cohors II Syrorum Sagittariorum (oder Sagittaria)  [milliaria] [equitata] [civium Romanorum] (deutsch 2. Kohorte der Syrer der Bogenschützen [1000 Mann] [teilberitten] [der römischen Bürger]) war eine römische Auxiliareinheit. Sie ist durch Militärdiplome, eine Inschrift und Ziegelstempel belegt. In einigen Diplomen von 88 bis 114/117 wird sie als Cohors II milliaria Sagittariorum bezeichnet.

## Namensbestandteile
- Cohors: Die Kohorte war eine Infanterieeinheit der Auxiliartruppen in der römischen Armee.

- II: Die römische Zahl steht für die Ordnungszahl die zweite (lateinisch secunda). Daher wird der Name dieser Militäreinheit als Cohors secunda .. ausgesprochen.

- Syrorum: der Syrer. Die Soldaten der Kohorte wurden bei Aufstellung der Einheit auf dem Gebiet der römischen Provinz Syria rekrutiert.

- Sagittariorum oder Sagittaria: der Bogenschützen.

- milliaria: 1000 Mann. Je nachdem, ob es sich um eine Infanterie-Kohorte (Cohors milliaria peditata) oder einen gemischten Verband aus Infanterie und Kavallerie (Cohors milliaria equitata) handelte, lag die Sollstärke der Einheit entweder bei 800 oder 1040 Mann. Der Zusatz kommt in Militärdiplomen von 88 bis 153 vor. In den Diplomen wird z. T. statt milliaria das Zeichen {\displaystyle \infty } verwendet.

- equitata: teilberitten. Die Einheit war ein gemischter Verband aus Infanterie und Kavallerie.

- civium Romanorum: der römischen Bürger. Den Soldaten der Einheit war das römische Bürgerrecht zu einem bestimmten Zeitpunkt verliehen worden. Für Soldaten, die nach diesem Zeitpunkt in die Einheit aufgenommen wurden, galt dies aber nicht. Sie erhielten das römische Bürgerrecht erst mit ihrem ehrenvollen Abschied (Honesta missio) nach 25 Dienstjahren. Der Zusatz kommt in dem Militärdiplom von 109 vor.

Die Einheit war eine Cohors milliaria equitata. Die Sollstärke der Einheit lag bei 1040 Mann, bestehend aus 10 Centurien Infanterie mit jeweils 80 Mann sowie 8 Turmae Kavallerie mit jeweils 30 Reitern.

## Geschichte
Die Kohorte war in der Provinz Mauretania Tingitana stationiert. Sie ist auf Militärdiplomen für die Jahre 88 bis 156/157 n. Chr. aufgeführt.
Der erste Nachweis der Einheit in Mauretania Tingitana beruht auf einem Diplom, das auf 88 datiert ist. In dem Diplom wird die Kohorte als Teil der Truppen (siehe Römische Streitkräfte in Mauretania) aufgeführt, die in der Provinz stationiert waren. Weitere Diplome, die auf 104 bis 156/157 datiert sind, belegen die Einheit in derselben Provinz.

## Standorte
Standorte der Kohorte in der Provinz Mauretania Tingitana waren möglicherweise:
- Sala (Chellah): eine Inschrift[4] wurde hier gefunden.
- Thamusida: Ziegel[5] mit dem Stempel C {\displaystyle \infty } wurden hier gefunden.

## Angehörige der Kohorte
Folgende Angehörige der Kohorte sind bekannt.

### Kommandeure
- [] Aelius [], ein Tribun (AE 1989, 913)
- Tiberius Claudius Pedo: er wird auf dem Diplom von 88 als Kommandeur genannt.

### Sonstige
- Domitius, ein Reiter: das Diplom von 88 wurde für ihn ausgestellt.